# Гонзо-порнография

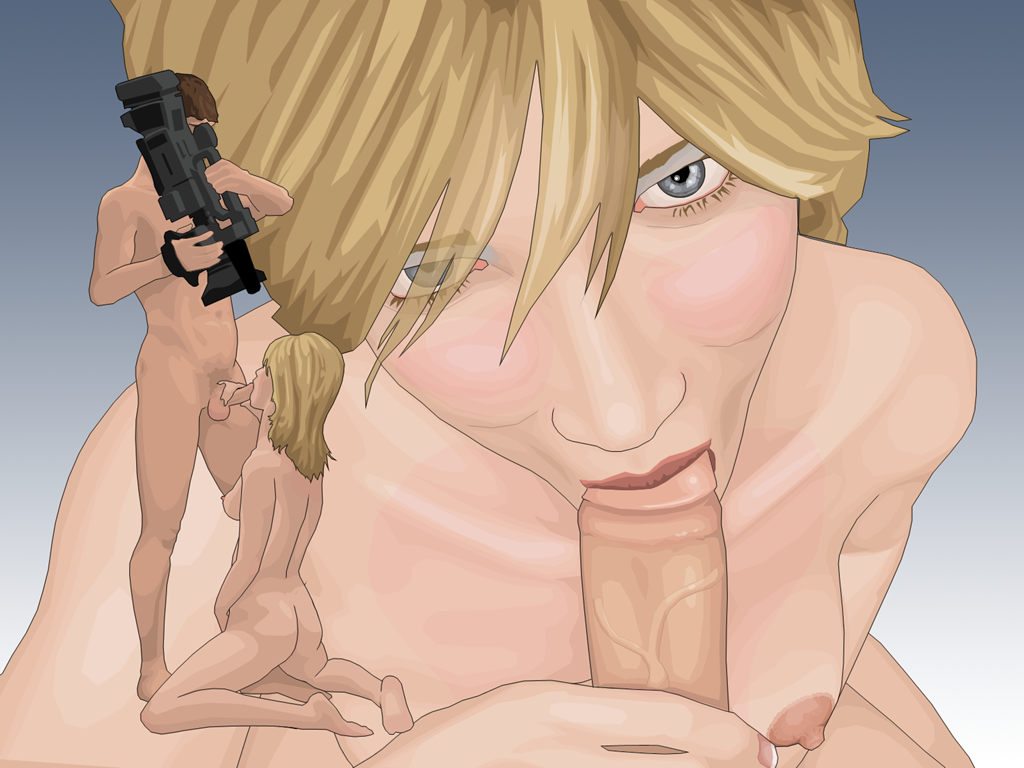
Порнография от первого лица; один из исполнителей (слева) снимает половой акт, в результате чего получается кадр с точки зрения (задний план).

Гонзо-порнография (англ. Gonzo pornography) — жанровая разновидность порнографических фильмов, при которой снимающий, как правило, непосредственно вовлекается в сексуальные сцены. Также для гонзо-порнографии характерны крупные натуралистичные планы съёмок и зачастую некоторая фриковость поведения участников.
Своё название данная разновидность порно получила от гонзо-журналистики, где репортёр целиком погружался в то действо, которое ему предстояло описывать, и сам выступал одним из его элементов. По аналогии, гонзо-порнография предполагает активное участие оператора или снимающего режиссёра в качестве актёра, чем в корне отличается от стандартного подхода к съёмкам подобного рода фильмов, в которых подразумевается, что исполнители сексуальных сцен и съёмочный персонал не могут пересекаться в кадре.

## Особенности

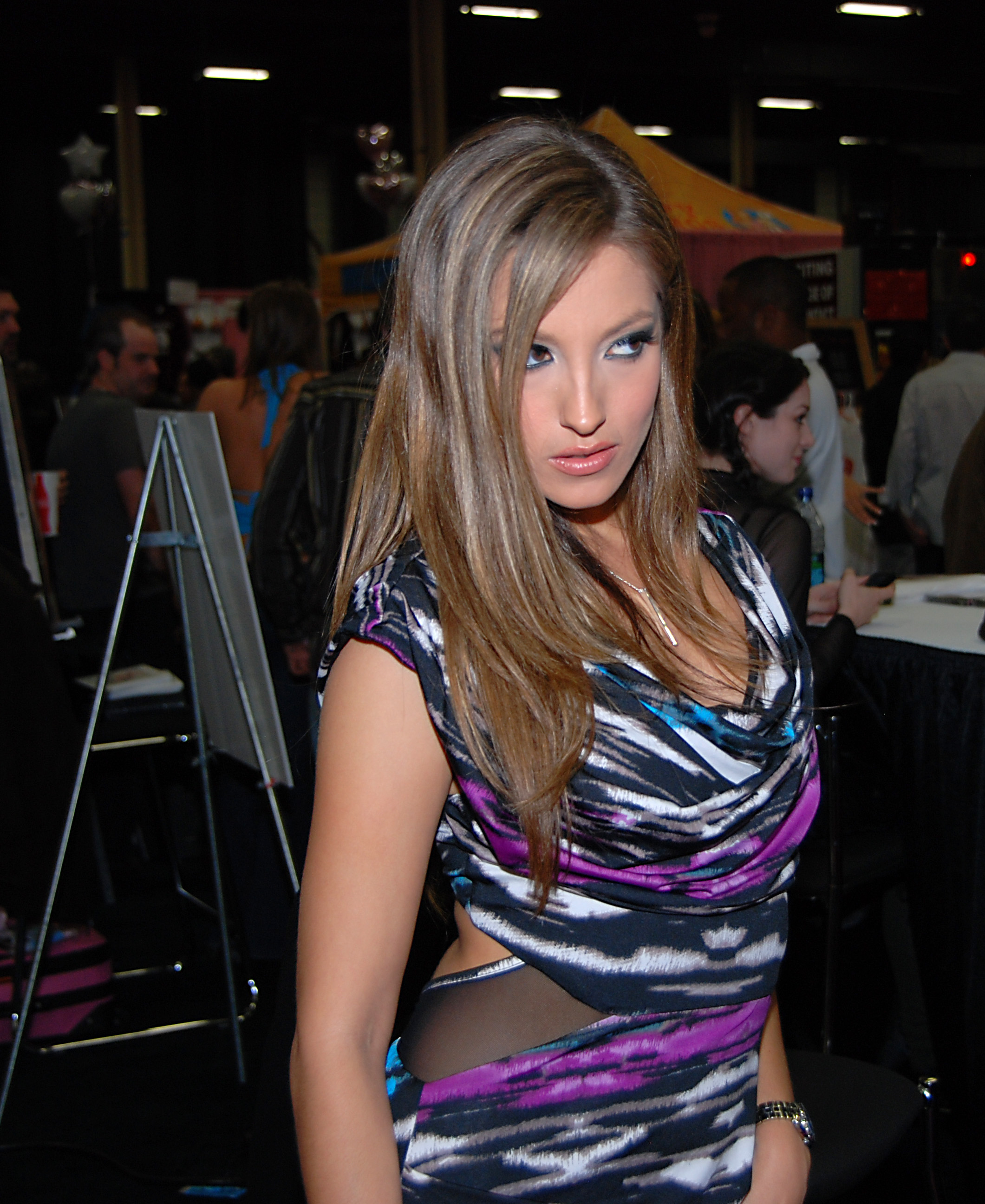
Дженна Хейз

Фильмы жанра гонзо-порнографии по своей сути противоположны так называемым «постановочным» фильмам. В гонзо-порнографии уделяется мизерное значение таким составным частям съёмок, как: сценарий, сюжет, диалоги, актёрская игра, создание каких-либо павильонов для съёмок и т. д. И если режиссёр постановочных порнофильмов может сказать, что он снимает порно «не только, чтобы показать, как люди занимаются сексом, но и рассказать, почему» (англ. We don’t just show you people fucking; we show you why they're fucking), то создателей гонзо-порнолент такие тонкости не интересуют. Постановочные фильмы зачастую смотрятся парами, и часть таких работ специально делается в софт-версиях, а вот гонзо-фильмы практически всегда хардкор-порно.
Некоторые из режиссёров, снимающих в жанре гонзо-порнографии, тем не менее отмечают, что гонзо-порно также претерпело ряд изменений с момента своего появления в середине 90-х годов XX-го столетия. Так, Джон Сталиано утверждал, что было бы неверным считать, что данные фильмы целиком лишены сценария или каких-либо сюжетных ходов. Также по мере роста своей популярности гонзо-порно перестало быть неким маргинальным явлением в порноиндустрии и стало составной частью жанров мейнстримного порно.
Ряд порностудий, работающих в жанре гонзо, всё больше внимания уделяет качеству освещения и звука, не пренебрегает съёмками с дорогостоящим нижним бельём, а в качестве интерьеров использует разнообразные апартаменты класса люкс.
Гонзо-порно остаётся привлекательным стилем для многих начинающих участников этого рынка ввиду достаточно низкой стоимости съёмочных работ (из-за отсутствия затрат на постановочную составляющую) и позволяет заявить о себе начинающим режиссёрам и актёрам. Порноактриса Мика Тэн в интервью от 2008 года оценила создание одной порноленты DVD гонзо в среднем в 16 000 долларов.

## Режиссёры, снимающие в жанре гонзо

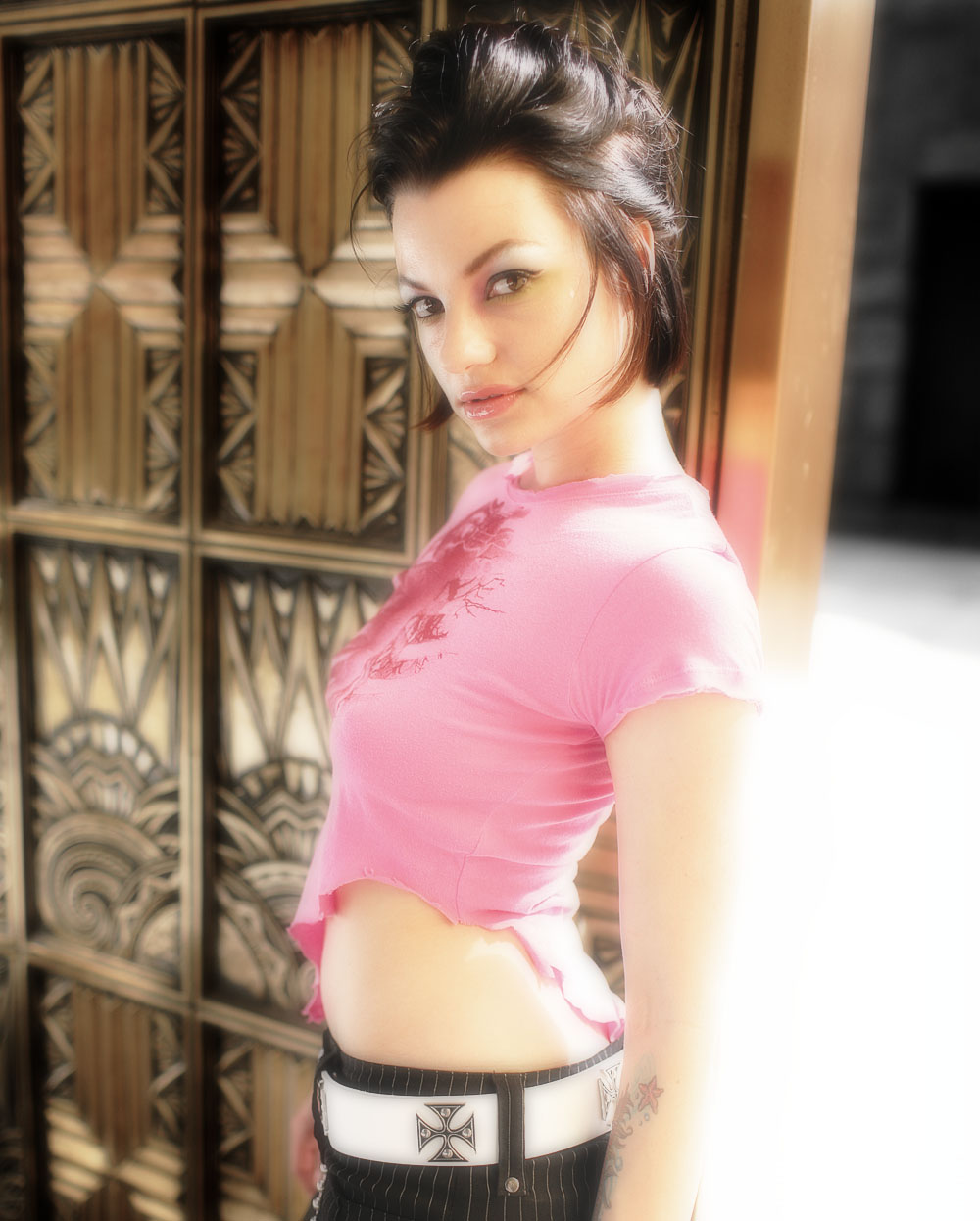
Белладонна

- Белладонна,
- Сеймор Баттс,
- Том Байрон,
- Кристоф Кларк,
- Макс Хардкор,
- Бен Довер[англ.],
- Эрик Эверхард,
- Джулс Джордан,
- Джон Лесли,
- Родни Мур[англ.],
- Рокко Сиффреди,
- Начо Видаль,
- Дженна Хейз,
- Джорджо Гранди,
- Джои Силвера,
- Джон Сталиано,
- Рэнди Уэст,
- Пьер Вудман,
- Брэндон Айрон.